# Vermelho Velho
Vermelho Velho é um distrito do município de Raul Soares, Minas Gerais. Sua população estimada é de 2.625 (IBGE/2000). A Escola, Anexo e Caixa d’água de Vermelho Velho foram tombados pela Prefeitura Municipal de Raul Soares por sua importância cultural para a cidade.

## História
A história oral indica que havia uma aldeia indígena Puri onde atualmente é a chamada "Rua da Estação”. Também pode ter havido migração de indígenas Botocudo. Os indígenas trabalharam para os brancos e também ocorreram casamentos forçados. Foram dizimados pelo sarampo entre o final do século XIX e o início do século XX.
A ocupação branca da região do município de Raul Soares iniciou-se com as expedições do sertanista Domingos Fernandes Lana, que trabalhava com extração da poaia. Em 1841, chegou José Alves do Vale que comprou terras de Domingos e é considerado um dos fundadores do distrito então chamado de Ribeirão Vermelho. Existem relatos de que José Alves do Vale teria comprado 100 escravizados. Foi tornado distrito em 4 de junho de 1858.
Em 1852, Francisco Antunes da Costa havia doado um terreno para a construção da Igreja. Seis anos depois, em 18 de maio de 1858, Ribeirão Vermelho se tornou paróquia (a mais antiga da diocese de Caratinga). Recebeu o primeiro pároco, o padre João José deSouza, em 1879. Por conta do padroeiro escolhido (São Francisco de Assis), em 1882, o distrito passa a ser chamado de "São Francisco do Vermelho".
Em 1882, recebe a primeira escola e, em 1890, um cartório (gerido por Manuel Luís da Cunha).
O distrito era cortado pela Estrada de Ferro Leopoldina, tendo uma estação ferroviária localizada a 12 km do atual núcleo urbano do município. A Estação Vermelho Velho foi inaugurada em 12 de fevereiro de 1931, quando a população local era de 1.500 pessoas, e funcionou até meados da década de 1980, sendo neste período o principal acesso de pessoas e mercadorias à cidade.
A economia local esteve embasada na cafeicultura no período de 1930 a 1960, levando o distrito a ser emancipado em 1947. Mas as mudanças econômicas e sociais da década de 1970 promoveram o êxodo rural; levando ao esvaziamento do distrito.

Em 2001, o conjunto de construções de Vermelho Velho era
composto por edificações de tipologia neocolonial, em estado regular de conservação e encontram-se implantadas no alinhamento da estrada de terra, a qual é paralela à estrada de asfalto que liga Raul Soares e Caratinga. O entorno é cercado por montanhas ricas em quartzo branco.
Em termos administrativos, o distrito esteve ligado aos seguintes municípios:
- 1856 - Mariana
- 1868 - Ponte Nova
- 1911 - Caratinga
- 1913 - suas terras foram distribuídas entre Raul Soares e Bom Jesus do Galho
- 1923 - foi restituído e incorporado a Matipó, recebeu o nome de "Vermelho Velho"
- 1948 - Raul Soares

## Patrimônio tombado
Pela importância da localidade para a histórica local, a Prefeitura Municipal de Raul Soares tombou a escola ferroviária, seu anexo e a caixa d'água como patrimônio municipal, como parte do denominado "conjunto dos bens imóveis pertencentes à antiga Rede Ferroviária".